# Den blodiga vägen
Den blodiga vägen (originaltitlar Blodveien och Krvavi put) är en norsk-jugoslavisk drama- och krigsfilm från 1955. Den regisserades av Kåre Bergstrøm och Rados Novakovic och handlar om jugoslaviska partisaner som tillfångatas av nazister och skickas till koncentrationsläger i Norge under andra världskriget. I de ledande rollerna ses Ola Isene, Milan Milosevic och Tom Tellefsen.

## Handling
Jugoslaviska partisaner tillfångatas av nazister och skickas till koncentrationsläger i Norge. De får hjälp av lokalbefolkningen att fly till det neutrala Sverige.

## Rollista
- Ola Isene – Ketil
- Milan Milosevic – Janko
- Tom Tellefsen – Magnar, Ketils son
- Marijan Berger – Bojan
- Andreas Bjarke – Ivar
- Lalla Carlsen – Ane
- Liv Dommersnes – Ragnhild
- Helge Essmar – Guttorm
- Thor Hjorth-Jenssen – nazist
- Ivan Jonas – Vlado
- Ivica Kadic – Vjeko
- Erik Lassen – nazist
- Arne Lie – nazist
- Antun Nalis – Scwarts
- Aca Ognjatovic – skådespelaren
- Mihajlo Paskavljevic – läkaren
- Dobrica Stefanovic – Milenko
- Rolf Søder – soldat
- Janez Vhrovec – Vuk
- Milivoj Zivanovic – Miljan

## Om filmen
Filmen är en norsk-jugoslavisk samproduktion regisserad av Kåre Bergstrøm och Rados Novakovic. I filmteamet ingick personer från båda länderna. Manus skrevs av norrmannen Sigurd Evensmo och för detta tilldelades han en hög jugoslavisk orden. Filmen fotades av Ragnar Sørensen och klipptes av Nevenka Paskuljevic. Musiken komponerades av Predrag Milosevic.
Premiären ägde rum den 14 februari 1955 i Jugoslavien under titeln Krvavi put. Tre dagar senare den 17 februari 1955 hade filmen norsk premiär under titeln Blodveien. Filmen hade därefter dansk premiär den 6 februari 1956 under titeln Håbet dør sidst, finsk premiär den 6 april 1956 under titeln Verinen tie och östtysk premiär den 6 september 1957 under titeln Flucht aus der Hölle. Den har även visats i Sverige under titeln Den blodiga vägen, i Grekland under titeln Stratopeda thanatou och i Polen under titeln Krwawa droga.